# 280年代
| 千纪： | 1千纪                                                                                  |
| 世纪： | 2世纪 \| 3世纪 \| 4世纪                                                                |
| 年代： | 250年代 \| 260年代 \| 270年代 \| 280年代 \| 290年代 \| 300年代 \| 310年代              |
| 年份： | 280年 \| 281年 \| 282年 \| 283年 \| 284年 \| 285年 \| 286年 \| 287年 \| 288年 \| 289年 |

## 大事记
- 羅馬帝國三世纪危机结束，戴克里先即位
- 西晉灭孙吴，结束三国时代，史称太康之治。

## 逝世
- 司馬攸（283年去世）